# Лароквьей
Лароквье́й (фр. и окс. Laroquevieille) — коммуна во Франции, находится в регионе Овернь. Департамент — Канталь. Входит в состав кантона Орийак-4. Округ коммуны — Орийак.
Код INSEE коммуны — 15095.
Коммуна расположена приблизительно в 430 км к югу от Парижа, в 95 км юго-западнее Клермон-Феррана, в 13 км к северо-востоку от Орийака.

## Население
Население коммуны на 2008 год составляло 363 человека.
| 1962 | 1968 | 1975 | 1982 | 1990 | 1999 | 2008 |
| ---- | ---- | ---- | ---- | ---- | ---- | ---- |
| 541  | 504  | 465  | 440  | 402  | 324  | 363  |

## Экономика
В 2007 году среди 243 человек в трудоспособном возрасте (15—64 лет) 177 были экономически активными, 66 — неактивными (показатель активности — 72,8 %, в 1999 году было 68,2 %). Из 177 активных работали 164 человека (93 мужчины и 71 женщина), безработных было 13 (4 мужчин и 9 женщин). Среди 66 неактивных 11 человек были учениками или студентами, 35 — пенсионерами, 20 были неактивными по другим причинам.

## Достопримечательности
- Церковь Сен-Парду (XII век). Памятник истории с 1988 года[8]